# 尖距翠雀花
尖距翠雀花（学名：Delphinium oxycentrum）是毛茛科翠雀属的植物，为中国的特有植物。分布于中国大陆的四川等地，生长于海拔4,000米的地区，见于山地林边草坡，目前尚未由人工引种栽培。